# Tibor Szabó (atleta)
Tibor Szabó es un deportista húngaro que compitió en atletismo adaptado. Ganó dos medallas en los Juegos Paralímpicos de Nueva York y Stoke Mandeville 1984.

## Palmarés internacional
| Juegos Paralímpicos | Juegos Paralímpicos                                        | Juegos Paralímpicos | Juegos Paralímpicos |
| Año                 | Lugar                                                      | Medalla             | Prueba              |
| ------------------- | ---------------------------------------------------------- | ------------------- | ------------------- |
| 1984                | Nueva York (Estados Unidos) Stoke Mandeville (Reino Unido) | Medalla de oro      | Peso L2             |
| 1984                | Nueva York (Estados Unidos) Stoke Mandeville (Reino Unido) | Medalla de plata    | Disco L2            |